# Athyrium annae
Athyrium annae är en majbräkenväxtart som beskrevs av Komas. Athyrium annae ingår i släktet Athyrium och familjen Athyriaceae. Inga underarter finns listade.